# Lü Haotian
Lü Haotian, né à Pékin le 29 novembre 1997, est un joueur de snooker originaire de la république populaire de Chine. 
Il atteint les quarts de finale du championnat international 2012, à l'âge de 14 ans. Depuis, Lü compte une finale dans un tournoi comptant pout le classement mondial ; l'Open d'Inde 2019. En 2013, il est aussi finaliste d'une épreuve du circuit asiatique. 

## Carrière
Lors du Masters de Shanghai 2012, il devient à 14 ans le plus jeune joueur à remporter un match télévisé, en battant Marco Fu sur le score de 5-4 en qualifications. Il perd 2-5 contre Mark Allen au premier tour. Au championnat international 2012, en Chine, il atteint les quarts de finale grâce à un succès 6-5 aux dépens du Gallois Dominic Dale en huitièmes de finale, avant de perdre 6-2 contre l'ancien champion du monde, Neil Robertson. 
En juillet 2013, il remporte le championnat du monde amateur des moins de 21 ans organisé par l'IBSF et obtient à cette occasion une carte professionnelle de deux ans pour les saisons 2013-2014 et 2014-2015. En octobre, Lü atteint la première finale de sa carrière, dans son pays natal, à l'Open de Zhengzhou, un tournoi classé mineur. Il a battu au cours du tournoi le champion du monde 2006, Graeme Dott et le finaliste des Masters de Shanghai 2013, Xiao Guodong, avant de perdre par 4-0 contre Liang Wenbo.
Après avoir été relégué à l'échelon inférieur à la fin de la saison 2014-2015, Lü participe au championnat d'Asie 2017 à Doha, championnat qu'il remporte le 28 avril 2017 en battant Pankaj Advani en finale, 6-3. Il se qualifie ainsi pour la saison 2017-2018 du circuit professionnel. Un peu plus tard dans la saison, il s'impose aux Jeux asiatiques en salle 2017 à Achgabat, au Turkménistan, dans l'épreuve en double, avec son partenaire Liu Haitao. 
À l'Open d'Irlande du Nord 2017, Lü réalise le meilleur résultat de sa carrière dans un tournoi classé. Avec des victoires contre Joe Swail, Yuan Sijun, Thepchaiya Un-Nooh, Liam Highfield et Tian Pengfei, il atteint les demi-finales, stade auquel il perd contre son jeune compatriote, Yan Bingtao, 6-2. Au championnat du Royaume-Uni 2017, il enchaine trois victoires contre les joueurs expérimentés Anthony Hamilton, Peter Ebdon et Marco Fu, puis s'incline en huitièmes de finale contre Mark Joyce, 6-4.
L'année 2018 débute par une victoire dans le tournoi de qualification de l'Open de Chine, contre Ryan Day, 6-3. Il parvient jusqu'en huitièmes de finale grâce à des victoires sur Liam Highfield et Fergal O'Brien, avant de perdre contre le futur vainqueur, Mark Selby. Lors des qualifications pour le championnat du monde, il bat Fang Xiongman (10-8). Il rencontre au second tour Martin O'Donnell. Mené 5-9, Lü remporte les 5 manches suivantes, et le match, 10-9. Au troisième et dernier tour, il domine Rory McLeod (10-2), en remportant les 9 dernières manches, et se qualifie pour la première fois de sa carrière au tableau principal du championnat du monde, au Crucible. Opposé à Marco Fu, qui n'avait pas concouru pendant 4 mois en raison d'une opération à un œil, Lü s'impose sur le score de 10-5, en réalisant deux century breaks. Il devient à cette occasion le plus jeune joueur à gagner un match au Crucible depuis Ronnie O'Sullivan lors de l'édition 1995. Au deuxième tour, il affronte Barry Hawkins. Malgré un retard de 4-0 et 8-3, il revient au score à 9-9, mais finit par perdre, 13-10. Lü Haotian termine la saison 2017-2018 à la 30e place au classement. 
Lü atteint sa deuxième demi-finale sur une épreuve comptant pour le classement mondiale au championnat de Chine 2018, à Canton, en septembre 2018, battant Joe Perry, Shaun Murphy et Martin O'donnell, avant de perdre sur le score de 6-3 contre John Higgins. À l'Open d'Inde, en mars 2019, il bat successivement Zhou Yuelong, Luke Simmonds, Andy Hicks, Mark Davis et Anthony Hamilton pour atteindre sa première finale dans un tournoi classé. Il perd cette finale 5-3 face à Matthew Selt, après avoir mené 3-2. Ce résultat le hisse dans le top 32 du classement pour la première fois.
L'année suivante, il fait demi-finale au Snooker Shoot-Out, où il est sorti par son compatriote Zhou Yuelong. En avril 2021, il atteint le championnat du monde pour la seconde fois de sa carrière, mais s'incline dès son entrée en lice face à Mark Allen. Il réitère l'année suivante et affronte Stuart Bingham. Néanmoins, une fois de plus, il ne parvient pas à franchir le premier tour. Au début de la saison 2022-2023, le Chinois retrouve de la constance dans ses résultats, disputant deux quarts de finale consécutifs ; à l'Open de Grande-Bretagne et à l'Open d'Irlande du Nord. Il améliore encore ses résultats la saison suivante, rejoignant la demi-finale de l'Open de Wuhan, battu par Ali Carter. Sur sa route, il élimine notamment Ronnie O'Sullivan (5-1).  

## Vie privée
Lü Haotian vit à Sheffield où il pratique à la Victoria Snooker Academy avec Zhou Yuelong et Zhao Xintong.

## Palmarès
| Légende | Catégorie                      | Titres                         | Finales                        |
|         | Tournois classés               | 0                              | 1                              |
|         | Tournois classés mineurs       | 0                              | 1                              |
|         | Tournois non classés           | 0                              | 0                              |
|         | Tournois amateurs              | 2                              | 0                              |
| Gras    | Tournois de la triple couronne | Tournois de la triple couronne | Tournois de la triple couronne |

### Titres
| Saison | Nom du tournoi                                   | Lieu | Finaliste     | Score | Tableau |
| 2012   | Championnat du monde amateur des moins de 21 ans | Wuxi | Zhu Yinghui   | 9-6   |         |
| 2017   | Championnat d'Asie                               | Doha | Pankaj Advani | 6-3   |         |

### Finales
| Saison    | Nom du tournoi    | Lieu      | Finaliste    | Score | Tableau |
| 2013-2014 | Open de Zhengzhou | Zhengzhou | Liang Wenbo  | 0-4   | Tableau |
| 2018-2019 | Open d'Inde       | Cochin    | Matthew Selt | 3-5   | Tableau |